# いろどり
株式会社いろどりは、徳島県勝浦郡上勝町に本社を置く日本の企業。
料理のつまとして使われる葉類を扱う。上勝町内に在住する葉類の生産者に対し、つまの需要情報の提供をするほか、葉類の営業支援を行う（株式会社いろどりが直接葉っぱを売っているわけではない）。葉類の年間の売上は2億6000万円に達する。

## 沿革
事業が行われている上勝町は、徳島県の内陸部にある人口1500人足らずで高齢化率が50%を超える過疎高齢化の進む町。町の主な産業であったミカンは1980年代の輸入自由化により苦戦していた上、1981年（昭和56年）の寒波によって、ほとんどの樹木が枯死する壊滅的な被害を受けた。そこで、ミカンの代わりとなる産業として、徳島市出身で当時営農指導員として上勝町農業協同組合に来ていた横石知二の発案により、1986年から、山間部で採取した葉や花の出荷が始まった。しかし、当初はつまに対して、具体的な使途も把握しないまま市場に出荷していたため、赤字になることも多かった。そこで、横石が自費で京都や大阪の料亭に足繁く通い、つまに関する勉強を行った。これにより正確な用途とニーズを把握したことで事業を軌道に乗せることに成功した。
1999年には、上勝町などが出資する第三セクター企業として法人化。商品は主に料亭や温泉旅館などで使用され、栽培を行う生産者から農協を通じて全国に出荷される。この取組はテレビ番組『カンブリア宮殿』 などのメディアで取り上げられ、2009年には『おふくろ先生の診療日記2』 としてドラマ化された。また、2007年に出版されたこの事業を紹介する横石の著書『そうだ、葉っぱを売ろう!』を参考文献とした日本映画『人生、いろどり』が2012年に公開された。総務省主催の「頑張る地方応援懇談会」では、菅義偉が視察に訪れ、後に自著『政治家の覚悟』でこの一連の取り組みや奮闘を評価している。

## 事業内容
- 農産物及び林産物の加工、販売、食料品及び勝浦郡上勝町の特産品の販売、建築土木資材用木材加工品の販売に関する業務
- 観光案内に関する業務
- 情報通信システムのソフトウェアの開発並びに販売
- 販売・経営合理化に関するコンサルタント業務
- 人材の職業適性能力の開発のための研修実施、勝浦郡上勝町の農産物及び林産物、特産品の広報に関する講演及びセミナーの開催
- 労働者派遣事業

## 仕組み
彩事業（葉っぱビジネス）は、「生産者」と「農協」と「株式会社いろどり」によって形成されている。株式会社いろどりは、30年に渡る事業経験から、毎日、葉類の需要予測を立て、その需要予測を生産者に提供。生産者はその情報に基づいて出荷計画を立て、農協に出荷される。
また、個別に農協に寄せられた葉類に対する注文は、農協から生産者に情報が提供され、早い者勝ちで出荷者が決まる。
生産者は、パソコンやタブレットを操作し、常時、新しい情報が届く仕組みになっている。

## 地域活性化
上勝町の「彩事業（葉っぱビジネス）」の事例は、地域の資源を使って、地元の高齢者に仕事をつくった地方での産業づくりの好事例として、世界的にも注目されている。また、高齢者が彩事業をすることで元気になり、徳島県内で最も高齢化が進む町でありながら、高齢者の1人あたりの医療費はトップクラスに少ない。近年は、県外からも応募がある葉っぱの就農希望者に向けて、株式会社いろどりでは、実際に彩の生産者の現場で体験するインターンシップ研修も行っている。

## テレビ番組
- 日経スペシャル カンブリア宮殿 「後期高齢者は"好期"高齢者だ！」（2008年7月28日、テレビ東京）- 出演：代表取締役 横石知二[4]。

## 書籍

### 関連書籍
- 『そうだ、葉っぱを売ろう! 過疎の町、どん底からの再生』（著者:横石知二）（2007年8月23日、ソフトバンククリエイティブ）ISBN 978-4797340655
- 『生涯現役社会のつくり方』（著者:横石知二）（2009年2月23日、ソフトバンククリエイティブ SB新書）ISBN 9784797350111
- 『いろどり社会が日本を変える』（著者:鈴木俊博、監修:横石知二）（2013年5月1日、ポプラ社）ISBN 9784591133873
- 『学者は語れない儲かる里山資本テクニック SB新書』（著者:横石知二）（2015年8月14日、ソフトバンククリエイティブ SB新書）ISBN 9784797383287